# Sankt Johann in der Haide
Sankt Johann in der Haide osztrák község Stájerország Hartberg-fürstenfeldi járásában. 2017 januárjában 2143 lakosa volt.

## Elhelyezkedése

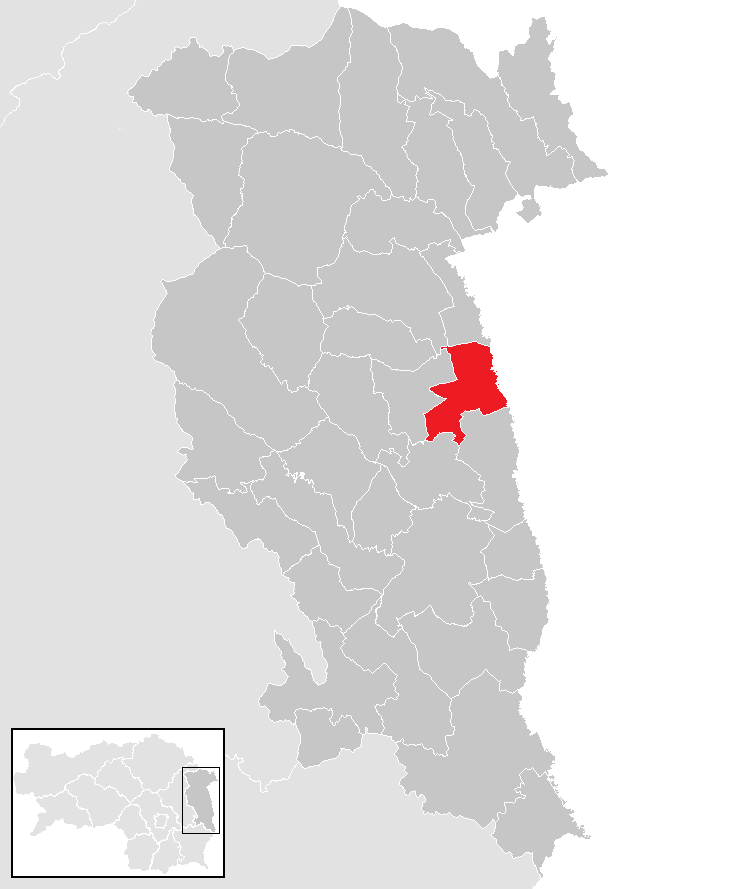
Sankt Johann in der Haide a Hartberg-fürstenfeldi járásban

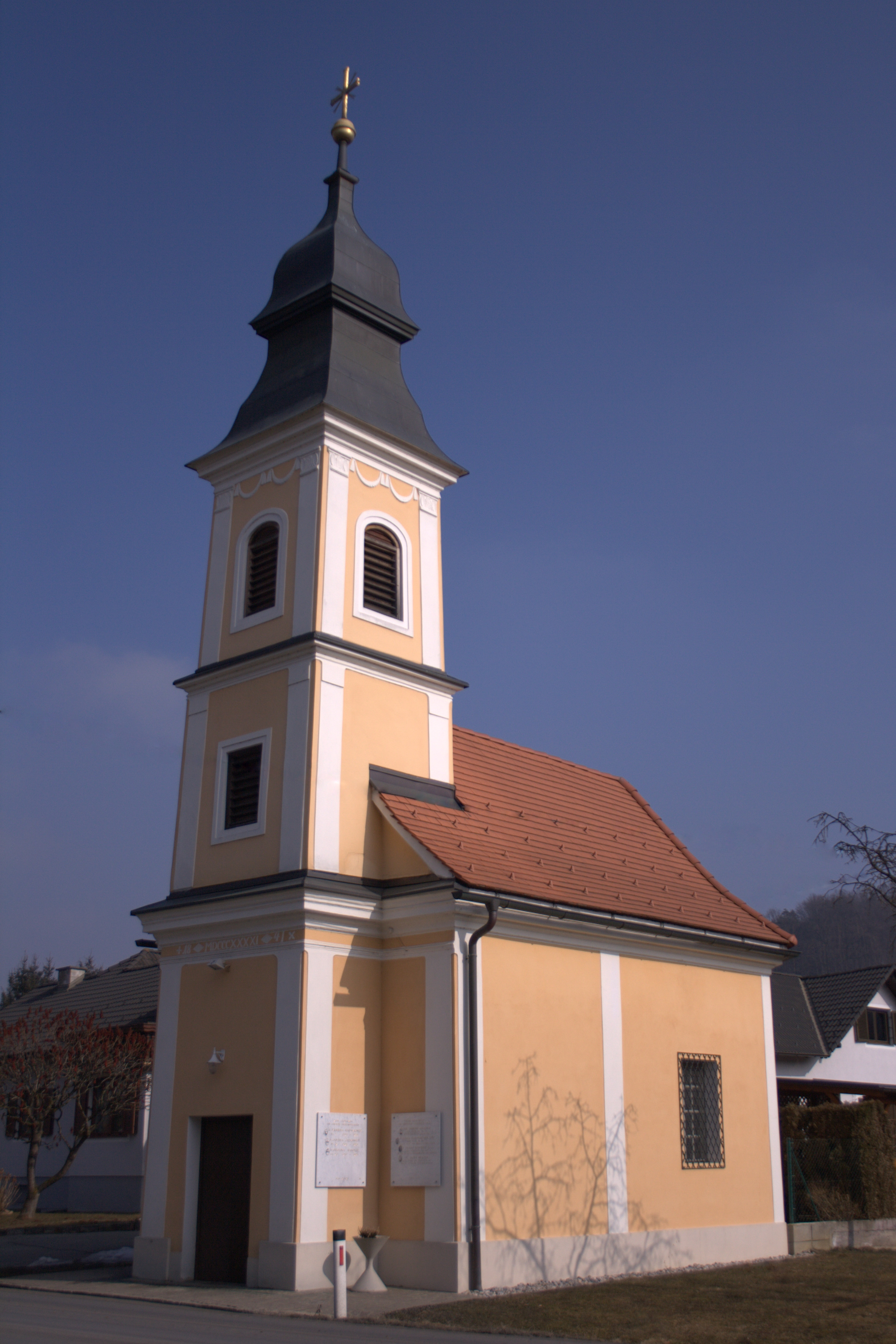
Unterlungitz kápolnája

Sankt Johann in der Haide a Kelet-stájerországi dombság keleti pereménél fekszik. Keleti határát (a valamikori osztrák-magyar határt) a Lapincs (németül Lafnitz, a Rába mellékfolyója) alkotja, amellyel párhuzamosan fut az előbbibe torkolló Lafnitzbach. A  két folyó közét erdő (Ghartwald) borítja, míg az önkormányzat Lafnitzbachtól nyugatra eső része javarészt lakott terület. Az  önkormányzat 3 katasztrális községben (Schölbing, St. Johann in der Haide, Unterlungitz) 6 települést egyesít: Altenberg (389 lakos), Mitterberg (58), Sankt Johann in der Haide (827), Schölbing (440), Steinbüchl (11), Unterlungitz (394).
A környező önkormányzatok: délre Rohr bei Hartberg, délnyugatra Buch-Sankt Magdalena, nyugatra Hartberg, északnyugatra Grafendorf bei Hartberg, északra Lafnitz, keletre Alhó (Burgenland), délkeletre Vasfarkasfalva (Burgenland).

## Története
A települést 1147-ben említik először, akkor még Rudegersdorf néven. Neve onnan származik, hogy Erős Lipót stájer őrgróf a földbirtokot 1128-29 körül Rudiger nevű miniszteriálisának (csatlósának) adományozta. Az akkor lakatlan terület nyugati részén kiirtották az erdőt a falu alapításához, míg keleten, a magyar határon védőzónaként meghagyták a fákat. 
Mai nevét temploma védőszentje után a 15. században vette fel. A "Haide" helyi tájszólásban erdőt jelent. 
A régió a római időktől kezdve a 20. századig határvidék volt; kezdetben Noricum és Pannonia provinciák között, a középkortól pedig Magyarország és Ausztria között. Ennek következtében a falu gyakran esett áldozatául a fegyveres konfliktusoknak, többször feldúlták a magyarok, később a törökök, Bocskai hajdúi vagy Rákóczi kurucai is. 
A második világháború végén a front 1945 májusában éppen a település előtt állt meg. A háborús pusztítások miatt a község műemlék épületei viszonylag fiatalok, koruk nem haladja meg a kétszáz évet. Jelentősebb ipar is csak 1945 után települt ide. 
1770-ben 258-an éltek St. Johannban és számuk 1846-ban is csak 307-re nőtt. A községi önkormányzat 1849-ben alakult meg. 1969-ben hozzákapcsolták az addig önálló szomszédos Altenberg, Schölbing és Unterlungitz községeket.

## Lakosság

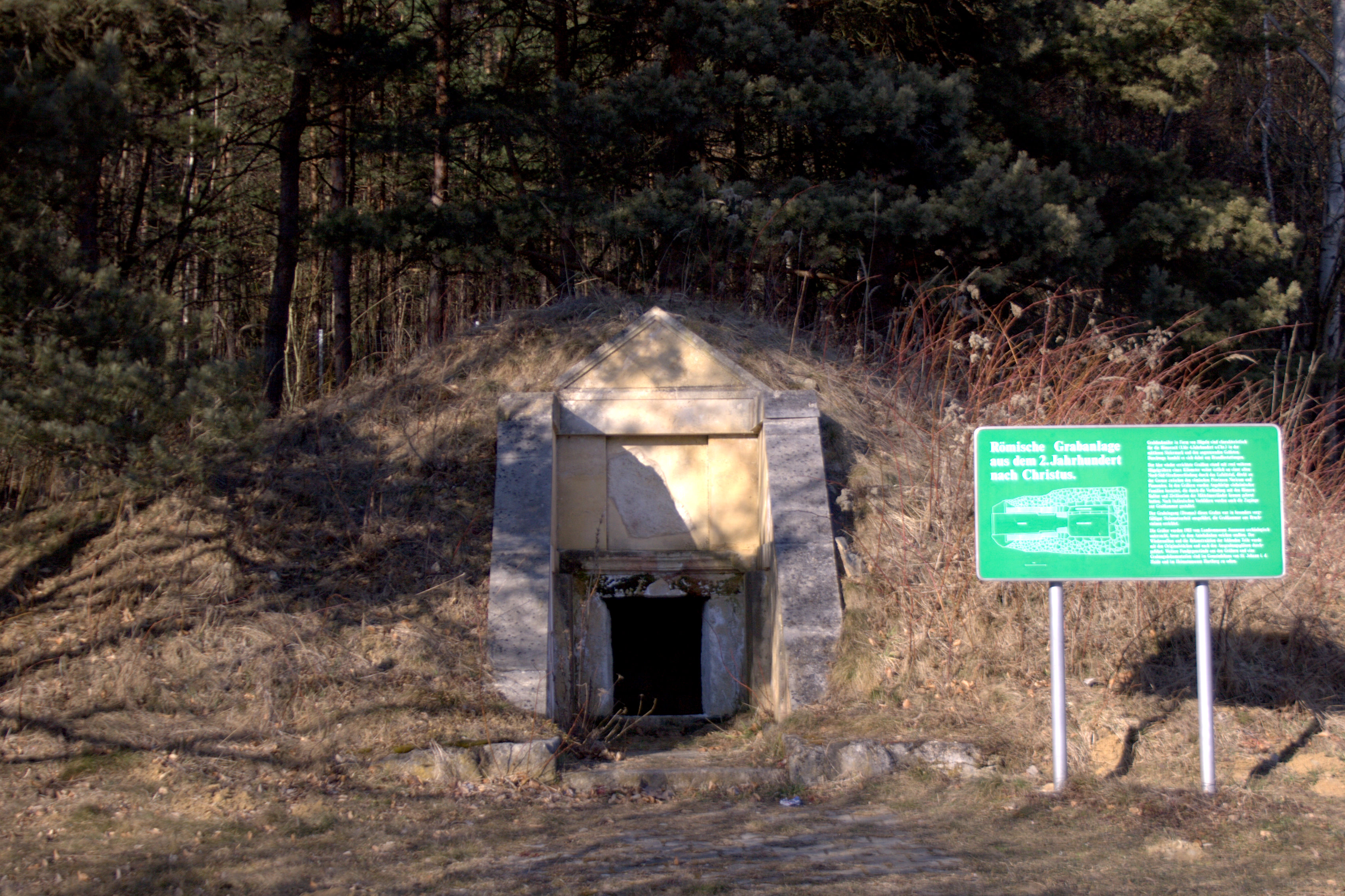
Római kori halomsír

A Sankt Johann in der Haide-i önkormányzat terület 2017 januárjában 2143 fő élt. A lakosságszám 1961 óta egyenletes gyarapodást mutat. 2015-ben a helybeliek 94,7%-a volt osztrák állampolgár; a külföldiek közül 0,8% a régi (2004 előtti), 1,7% az új EU-tagállamokból érkezett. 0,5% a volt Jugoszlávia (Szlovénia és Horvátország nélkül) vagy Törökország, 2,2% egyéb országok polgára. 2001-ben a lakosok 93,3%-a római katolikusnak, 1,5% evangélikusnak, 1,1% ortodox kereszténynek, 0,9% muszlimnak, 1,6% pedig felekezet nélkülinek vallotta magát. Ugyanekkor 8 magyar (0,4%) élt a községben.

## Látnivalók
- a Keresztelő Szt. János-plébániatemplom
- a schölbingi Szűz Mária bemutatása-templom
- Unterlungitz Szent Kereszt-kápolnája
- rekonstruált római kori halomsír

## Fordítás
- Ez a szócikk részben vagy egészben  a   Sankt Johann in der Haide című német Wikipédia-szócikk ezen változatának fordításán alapul.  Az eredeti cikk szerkesztőit annak laptörténete sorolja fel. Ez a jelzés csupán a megfogalmazás eredetét és a szerzői jogokat jelzi, nem szolgál a cikkben szereplő információk forrásmegjelöléseként.